# Leptoteleia marketae
Leptoteleia marketae är en stekelart som beskrevs av Lubomir Masner 1978. Leptoteleia marketae ingår i släktet Leptoteleia och familjen Scelionidae. Inga underarter finns listade i Catalogue of Life.